# Lady and the Tramp (phim 2019)
Lady and the Tramp (tên tiếng Việt: Tiểu thư và chàng lang thang) là bộ phim nhạc kịch lãng mạn của Mỹ ra mắt năm 2019 và được đạo diễn bởi Charlie Bean với kịch bản của Andrew Bujalski và Kari Granlund, sản xuất bởi Walt Disney Pictures và Taylor Made, được phân phối bởi Walt Disney Studios Motion Pictures. Bộ phim là bản làm lại kết hợp giữa người đóng / CGI của bộ phim hoạt hình cùng tên năm 1955 của Walt Disney, dựa trên câu chuyện "Happy Dan, the Cynical Dog" trên tạp chí Cosmopolitan năm 1945 của tác giả Ward Greene. Phim có sự tham gia lồng tiếng của Tessa Thompson, Justin Theroux, Janelle Monáe và Sam Elliott với các nhân vật con người được thủ vai bởi Thomas Mann, Kiersey Clemons, Yvette Nicole Brown, F. Murray Abraham, Adrian Martinez và Ken Jeong thể hiện. Nó là món quà để tặng cho họa sĩ kịch bản phân cảnh - Chris Reccardi, người đã qua đời vào ngày 2 tháng 5 năm 2019.
Lady and the Tramp được ra mắt ngày 12 tháng 11 năm 2019 trên nền tảng Disney+, khiến nó trở thành bộ phim làm lại đầu tiên của Disney không được phát hành tại rạp mà chỉ được phát hành trên một dịch vụ phát trực tuyến. Bộ phim nhận được nhiều đánh giá trái chiều từ các nhà phê bình, khen ngợi về màn trình diễn và lồng tiếng, nhưng chỉ trích về hiệu ứng hình ảnh, kịch bản và nhịp độ.

## Cốt truyện
Vào đêm Giáng sinh, Jim Dear đã tặng cho cô vợ Darling của mình, một món quà đó là một cô chó American Cocker Spaniel và Darling đã quyết định đặt tên cho cô chó này là Lady; nghĩa là một tiểu thư vì Lady mang hình dáng và phong thái rất giống một tiểu thư. Sau nhiều năm chung sống với hai vợ chồng, Lady đã lớn lên và có thêm hai người bạn chó hàng xóm khác là Trusty, một chú chó Bloodhound lớn tuổi và Jock, một cô chó sục Scotland sành điệu và gan dạ. Trong khi Lady đang sống một cuộc sống yên vui bên chủ của mình thì bên ngoài những con phố New Orleans có một chú chó Schnauzer-mutt được gọi là Tramp; nghĩa là kẻ lang thang, ngày ngày đi tìm kiếm thức ăn và đi gây rối người bắt chó, Elliot. Trong một lần đi dạo, Tramp vô tình bắt gặp hai người bạn Bull và Peg của mình đang bị bắt trong chiếc xe của Elliot, anh đã quyết định giải thoát cho họ và điều đó đã khiến Elliot rất tức giận và chạy theo bắt giữ anh. Trước sự truy bắt gắt gao của Elliot, Tramp bỏ chạy và đã lạc vào trong sân vườn của nhà Dear. Tại nơi đây, anh đã gặp được Lady lần đầu tiên. Để không bị Elliot bắt, Tramp cảnh báo về tương lai Lady sẽ bị bỏ rơi bởi vì Jim và Darling đang chuẩn bị chào đón một thành viên mới là Lulu. Và đúng như lời của Tramp, sau một thời gian, Darling đã hạ sinh Lulu và họ dường như dành mọi thời gian cho Lulu và quên mất đi sự hiện diện của Lady.
Một ngày nọ, Jim và Darling quyết định đưa Lulu ra ngoài để sang thăm người chị họ của Jim và để cho dì Sarah của Darling giữ nhà và trông nuôi Lady giúp trong thời gian họ đi vắng. Khi dì Sarah lên lầu thì hai con mèo của cô ấy là Devon và Rex xuất hiện. Chúng đã làm cho căn nhà trở nên hỗn độn. Điều này đã khiến dì Sarah hiểu lầm rằng Lady là một con chó hư và bà ta đã đưa Lady đến cửa hàng thú cưng và đặt một chiếc rọ mõm cho cô ấy. Lady bị bắt đeo rọ mõm và cô cảm thấy khó chịu nên Lady đã cố gắng chống cự và chạy ra khỏi cửa hàng thú cưng. Nhưng khi đi được một đoạn, Lady vô tình đi lạc vào một con hẻm, nơi đây chính là lãnh thổ của Issac, một chú chó hoang chuyên bắt nạt người khác, hắn đã đe dọa Lady. May mắn thay, Tramp đã xuất hiện để cứu cô và giúp cô gỡ cái rọ mõm bằng một bức tượng. Sau đó, anh đã đưa cô về nhà, nhưng họ phải đi một con đường khác mà Tramp gọi đây là “con đường ngắm cảnh” để tránh sự truy bắt của Elliot vì Lady đã bị mất chiếc vòng cổ nên cô đã trở thành chó hoang. Trên chặng đường đi, cả hai đã nảy sinh tình cảm thân thiết với nhau và đỉnh điểm là khi họ cùng đi ăn ở một nhà hàng của ông chủ Tony và đầu bếp Joe. Sau đó, Tramp đã tiết lộ với Lady rằng anh ta đã từng có chủ, nhưng đã bị họ bỏ rơi khi họ có con. Sau buổi ăn, họ lại tiếp tục lên đường trở về nhà của Lady nhưng trên đường đi, cả hai đã bị Elliot bắt gặp và truy đuổi. Nhờ sự giúp đỡ của Lady, Tramp đã trốn thoát được nhưng xui xẻo thay, Lady đã bị Elliot tóm được và hắn đã tống cô vào nhà giam. Tại nơi đây, Lady đã gặp những người bạn chó Pound của Tramp và được nghe họ đã kể về Tramp và chiến tích của anh ta. Sáng hôm sau, Jim và Darling đến đón Lady và mời dì Sarah ra khỏi nhà. Kể từ đó, Lady đã trở lại là thành viên của gia đình Jim và ngày ngày cô càng gắn bó thân thiết hơn với Lulu.
Sau một thời gian, Tramp đã gặp lại Peg và Bull, họ đã cho anh biết rằng họ đã được nhận nuôi và kể về Lady khi cô bị bắt giam. Điều đó đã khiến Tramp vô cùng hối hận khi đã không cứu được cô, anh đã quyết định đến nhà để xin lỗi Lady và điều đó khiến cô rất xúc động, nhưng Lady lại không muốn gặp anh. Trong đêm hôm đó, Lady đã thấy một con chuột gớm ghiếc đã lẻn vào phòng của Lulu và cô đã cố gắng cảnh báo cho Jim nhưng anh lại không biết và đã đưa Lady đi nơi khác. Còn Elliot thì đến nhà của hai vợ chồng để tra hỏi Jim và Darling về tung tích của Tramp. Trong lúc đó, Lady đã cố gắng gọi Tramp để giúp đỡ cô bảo vệ Lulu. Tramp đã nghe thấy và anh đã lẻn vào nhà, giết con chuột để bảo vệ Lulu. Nhưng sau đó Tramp đã bị bắt gặp bởi Jim và Jim đã hiểu lầm rằng Tramp đang cố hại Lulu nên đã bắt anh đưa cho Elliot. Khi Elliot đưa Tramp đi để thực hiện việc an tử động vật, Lady phát hiện ra sự thật và tiếp tục đuổi theo chiếc xe ngựa của Elliot với sự giúp đỡ của Trusty và Jock để giải cứu cho Tramp. Những chú chó lật đổ cỗ xe, giải thoát Tramp. Nhà Dear cũng kịp thời đến và quyết định nhận Tramp để giúp anh thoát khỏi sự truy bắt của Elliot. Đến đêm Giáng sinh, Tramp đã chính thức được nhận vào gia đình Dear, đồng thời chủ nhân của Jock cũng đã nhận nuôi hai chú chó con, Dodge và Ollie. Cuối cùng, Lady và Tramp đã được vui vẻ bên nhau trải qua kỳ nghỉ bên cùng gia đình của Jim.

## Dàn diễn viên
- Thomas Mann vai Jim Dear, ông chủ của Lady.
- Kiersey Clemons vai Darling, vợ của Jim Dear.
- Yvette Nicole Brown vai Dì Sarah, dì của Darling, người không thích chó và thích mèo làm thú cưng.
- Adrian Martinez vai Elliot, người bắt chó luôn nhắm vào Tramp.
- F. Murray Abraham vai Tony, ông chủ của nhà hàng Tony Restaurant mà Tramp hay ghé thăm.
- Arturo Castro vai Joe, đầu bếp làm việc cho Tony.
- Ken Jeong vai Bác sĩ, một người bác sĩ giấu tên đã đến thăm Jim và Darling.
- Kate Kneeland vai Bà chủ của Jock, bà chủ giấu tên của Jock, người luôn lấy Jock làm người mẫu cho các bức chân dung của cô ấy trong chiếc áo len cho chó.
- Darryl W. Handy vai Ông chủ của Trusty, ông chủ giấu tên của Trusty.
- Parvesh Cheena vai Ông chủ cửa hàng thú cưng, người chủ giấu tên của một cửa hàng thú cưng, người đã bán cho dì Sarah một cái rọ mõm cho Lady.

### Lồng tiếng
- Tessa Thompson vai Lady, cô chó American Cocker Spaniel.
- Justin Theroux vai Tramp, chú chó lai Schnauzer-mutt.
- Sam Elliott vai Trusty, chú chó già Bloodhound, bạn của Lady.
- Ashley Jensen vai Jock (Jacqueline), cô chó gan dạ Scottish Terrier, bạn của Lady.[5]
- Janelle Monáe vai Peg, cô chó Lhasa Apso, bạn của Tramp.
- Benedict Wong vai Bull, chú chó Bulldog, bạn của Tramp.
- Clancy Brown vai Isaac, chú chó đường phố tàn bạo và tấn công Lady vì nghĩ cô tránh lãnh thổ của hắn.
- Nate Wonder vai Devon, chú mèo Devon Rex của dì Sarah. Anh ấy đóng vai trò thay thế cho nhân vật Si trong bản phim gốc
- Roman GianArthur vai Rex, chú mèo Devon Rex của dì Sarah. Anh ấy đóng vai trò thay thế cho nhân vật Am trong bản phim gốc.
- James Bentley vai Chance, chú chó bạn của Tramp. Anh ấy đóng vai trò thay thế cho nhân vật Boris trong bản phim gốc.
- Jentel Hawkins vai Dame, chú chó bạn của Tramp. Cô ấy đóng vai trò thay thế cho nhân vật Toughy trong bản phim gốc.
- Ara Storm O’Keefe vai Dodge, chú cún đường phố.
- Aemon Wolf O’Keefe vai Ollie, chú cún đường phố.

## Sản xuất

### Phát triển
Vào ngày 8 tháng 2 năm 2018, có thông báo rằng Walt Disney Pictures đang phát triển bản chuyển thể người đóng của bộ phim hoạt hình năm 1955 Lady and the Tramp. Bộ phim dự kiến sẽ được công chiếu trên Disney+, dịch vụ phát trực tuyến của Disney vừa ra mắt vào cuối năm 2019. Vào ngày 19 tháng 3 năm 2018, đã có thông báo rằng bộ phim sẽ được đạo diễn bởi Charlie Bean từ kịch bản của Andrew Bujalski với Brigham Taylor làm nhà sản xuất.

### Tuyển chọn diễn viên
Vào tháng 7 năm 2018, có thông báo rằng Ashley Jensen, Justin Theroux và Sam Elliott đã lần lượt được chọn vào vai lồng tiếng của Jock, Tramp và Trusty. Ngoài ra, có thông tin cho rằng Kiersey Clemons đang đàm phán cho vai Darling, bà chủ của Lady. Vào tháng 8 năm 2018, có thông tin cho rằng Tessa Thompson và Benedict Wong đã lần lượt được chọn vào vai lồng tiếng của Lady và Bull, và Thomas Mann đã được chọn vào vai Jim Dear. Vào tháng 9 năm 2018, đã có thông báo rằng Yvette Nicole Brown và Adrian Martinez đã lần lượt được chọn vào các vai Dì Sarah và người bắt chó Elliot. Vào tháng 10 năm 2018, có thông báo rằng Arturo Castro đã được chọn vào vai Marco và Janelle Monáe đã được chọn vào vai lồng tiếng của Peg.
Việc sản xuất đã sử dụng những chú chó thật để khắc họa các nhân vật chính của bộ phim với một chú chó tên Rose đóng vai Lady trong phim. Khoảng ba tháng trước khi bắt đầu quay, các con vật bắt đầu được huấn luyện cho bộ phim. Tramp được khắc họa về hình thể bởi Monte, một chú chó cứu hộ, trong khi Jackie được đổi tên thành Jock ngay trước khi phim bắt đầu.

### Quay phim
Công việc lồng tiếng cho bộ phim bắt đầu vào tháng 7 năm 2018 với khâu quay phim chính của các phần live-action được quay ngoại cảnh của bộ phim kéo dài từ ngày 10 tháng 9 năm 2018 đến ngày 18 tháng 11 năm 2018 tại Savannah, Georgia. Các địa điểm được thiết lập bao gồm Quảng trường Johnson, Quảng trường Wright và Nhà thờ Thánh John's the Baptist. Quá trình quay phim trên âm trường trong nhà diễn ra đến hết tháng 12 năm 2018.

### Âm nhạc
Phim sẽ có phiên bản mới của "The Siamese Cat Song", do Janelle Monáe thể hiện. Bài hát đã được viết lại bởi Nate "Rocket" Wonder, Roman GianArthur và Monáe do cả hàm ý phân biệt chủng tộc được coi là thời hiện đại và để phù hợp với mô tả của các nhân vật trong phim. Bài hát cuối cùng đã được làm lại thành một bài hát blues có tựa đề "What a Shame". Monáe cũng biểu diễn hai bài hát mới cho bộ phim. Vào ngày 23 tháng 8 năm 2019, Joseph Trapanese được tiết lộ là người soạn nhạc cho bộ phim. Nhạc phim, bao gồm điểm của Trapanse, cũng như các bài hát trong bộ phim gốc do dàn diễn viên làm lại thể hiện, được phát hành vào ngày 12 tháng 11 năm 2019.

#### Danh sách bản thu âm
Tất cả nhạc phẩm được soạn bởi Joseph Trapanese, trừ những phần được ghi chú.
| STT | Nhan đề                                   | Sáng tác                                                 | Nghệ sĩ trình bày                               | Thời lượng |
| --- | ----------------------------------------- | -------------------------------------------------------- | ----------------------------------------------- | ---------- |
| 1.  | "Main Title (Bella Notte)/Peace on Earth" | Sonny Burke và Peggy Lee                                 | Lady and the Tramp Studio Choir và Donald Novis | 2:23       |
| 2.  | "Welcome to the Family"                   |                                                          |                                                 | 2:58       |
| 3.  | "Another Perfect Day (La La Lu)"          |                                                          |                                                 | 1:06       |
| 4.  | "The Tramp"                               |                                                          |                                                 | 3:02       |
| 5.  | "Busting Peg và Bull"                     |                                                          |                                                 | 3:33       |
| 6.  | "Tramp Comes to Town"                     |                                                          |                                                 | 3:08       |
| 7.  | "La La Lu"                                | Burke và Lee                                             | Kiersey Clemons                                 | 1:19       |
| 8.  | "Baby Moves In"                           |                                                          |                                                 | 1:27       |
| 9.  | "Auntie Arrives"                          |                                                          |                                                 | 1:43       |
| 10. | "What a Shame"                            | Nate "Rocket" Wonder, Roman GianArthur, và Janelle Monáe | Wonder và GianArthur                            | 2:27       |
| 11. | "Muzzled"                                 |                                                          |                                                 | 4:24       |
| 12. | "Scenic Route"                            |                                                          |                                                 | 2:41       |
| 13. | "Getting on the Boat"                     |                                                          |                                                 | 1:54       |
| 14. | "Carriage Ride"                           |                                                          |                                                 | 2:17       |
| 15. | "Tony và Joe"                             |                                                          |                                                 | 2:29       |
| 16. | "Bella Notte"                             | Burke và Lee                                             | F. Murray Abraham và Arturo Castro              | 2:50       |
| 17. | "A Home"                                  |                                                          |                                                 | 3:09       |
| 18. | "Left Behind"                             |                                                          |                                                 | 1:52       |
| 19. | "Dog Catcher Chase"                       |                                                          |                                                 | 3:38       |
| 20. | "Lady at Pound"                           |                                                          |                                                 | 1:53       |
| 21. | "He's a Tramp (2019)"                     | Burke, Lee và Monáe                                      | Monáe                                           | 1:34       |
| 22. | "The One Way Door"                        |                                                          |                                                 | 1:34       |
| 23. | "They Came Back"                          |                                                          |                                                 | 1:28       |
| 24. | "Lady Meets Lulu"                         |                                                          |                                                 | 1:11       |
| 25. | "Howling at the Moon"                     |                                                          |                                                 | 1:03       |
| 26. | "I Missed You"                            |                                                          |                                                 | 4:43       |
| 27. | "Rat"                                     |                                                          |                                                 | 6:10       |
| 28. | "Caught"                                  |                                                          |                                                 | 1:36       |
| 29. | "Carriage Chase"                          |                                                          |                                                 | 5:19       |
| 30. | "He Has a Home"                           |                                                          |                                                 | 4:39       |
| 31. | "Peace on Earth"                          | Burke và Lee                                             | Clemons                                         | 2:20       |
| 32. | "That's Enough"                           | Wonder và GianArthur                                     | Monáe                                           | 2:10       |

## Quảng bá
Vào ngày 23 tháng 8 năm 2019, một đoạn giới thiệu đầu tiên đã được phát hành. Vào ngày 14 tháng 10 năm 2019, đoạn giới thiệu thứ hai bao gồm các cảnh quay mới cũng như bài hát "He's a Tramp" đã được phát hành. Vào ngày 6 tháng 11 năm 2019, một bộ phim giới thiệu về từng chú chó được chọn để khắc họa các nhân vật chính và cách tất cả chúng được giải cứu khỏi các trại động vật và nhà nuôi dưỡng đã được phát hành.

### Tiểu thuyết hóa
Một tiểu thuyết liên quan của bộ phim do Elizabeth Rudnick viết kịch bản đã được Disney Publishing Worldwide xuất bản vào ngày 28 tháng 1 năm 2020.

## Ra mắt
Lady and the Tramp được phát hành độc quyền vào ngày 12 tháng 11 năm 2019 như một phần của thư viện nội dung khởi chạy cho dịch vụ phát trực tuyến của Disney, Disney+.

## Đánh giá

### Đánh giá chuyên môn
Trên trang web tổng hợp bài phê bình Rotten Tomatoes, bộ phim giữ mức phê duyệt 65% và điểm đánh giá trung bình là 5.90/10, dựa trên 66 bài phê bình. Các nhà phê bình của trang web đồng thuận cho biết: "Những chú chó dễ thương và dàn diễn viên đáng yêu của Lady and the Tramp hoạt động đủ tốt, nhưng bản cập nhật live-action thiếu một số điều kỳ diệu khiến bộ phim gốc năm 1955 trở nên thú vị như vậy". Metacritic, sử dụng mức trung bình có trọng số, đã ấn định cho bộ phim số điểm 48/100 dựa trên 13 nhà phê bình, cho biết "các bài đánh giá hỗn hợp hoặc trung bình."
Trong một bài đánh giá hỗn hợp, Michael Phillips của tờ Chicago Tribune đã viết, "Điều tồi tệ nhất của bản Lady and the Tramp mới này đến khi kịch bản dồn vào những pha hành động truyện tranh gay cấn, theo sau là những bóng tối không được khuyên bảo."

### Đề cử
| Lễ trao giải                  | Ngày trao giải   | Hạng mục | Người nhận | Kết quả | Nguồn  |
| ----------------------------- | ---------------- | --- | --- | ------- | ------ |
| Imagen Foundation Awards      | 2020             | Nam diễn viên chính xuất sắc nhất - Phim điện ảnh | Adrian Martinez | Đề cử   |        |
| Motion Picture Sound Editors  | 2020             | Thành tựu trong lĩnh vực biên tập âm thanh - Hiệu ứng âm thanh, Foley, Âm nhạc, Đối thoại và ADR cho Phương tiện phát sóng Phim truyện Phi Sân khấu xuất sắc nhất | Andrew DeCristofaro, Darren 'Sunny' Warkentin, David Esparza, Kelly Oxford, Michael Payne, Matthew Wilson, David Stanke, Geordy Sincavage, Alexander Jongbloed, Tara Blume, Monique Reymond, Vincent Guisetti, Bryan Lawson, Erica Weis | Đề cử   |        |
| MovieGuide Awards             | 2020             | Giải thưởng Genesis | | Đề cử   |        |
| Visual Effects Society Awards | 29 tháng 1, 2020 | Hiệu ứng hình ảnh trong một tập ảnh chân thực xuất sắc nhất | Robert Weaver, Christopher Raimo, Arslan Elver, Michael Cozens, Bruno Van Zeebroeck | Đề cử   | [ 31 ] |
| Visual Effects Society Awards | 29 tháng 1, 2020 | Nhân vật hoạt hình trong một tập phim hoặc dự án thời gian thực xuất sắc nhất                                                                                     | Thiago Martins, Arslan Elver, Stanislas Paillereau, Martine Chartrand (cho vai "Tramp") | Đề cử   | [ 31 ] |